# Vigonza
Vigonza is een gemeente in de Italiaanse provincie Padua (regio Veneto) en telt 20.421 inwoners (31-12-2004). De oppervlakte bedraagt 33,3 km2, de bevolkingsdichtheid is 613 inwoners per km2.
De volgende frazioni maken deel uit van de gemeente: Busa, Codiverno, Peraga, Perarolo, Pionca, San Vito. Località: Codivernarolo, Battana Prati, Capriccio, Luganega, Barbariga, Carpane, Bagnoli, Santa Maria.

## Demografie
Vigonza telt ongeveer 7327 huishoudens. Het aantal inwoners steeg in de periode 1991-2001 met 16,6% volgens cijfers uit de tienjaarlijkse volkstellingen van ISTAT.
| Jaar | Inwoneraantal |
| ---- | ------------- |
| 1991 | 16.681        |
| 2001 | 19.458        |

## Geografie
De gemeente ligt op ongeveer 14 m boven zeeniveau.
Vigonza grenst aan de volgende gemeenten: Cadoneghe, Campodarsego, Fiesso d'Artico (VE), Noventa Padovana, Padua, Pianiga (VE), Stra (VE), Villanova di Camposampiero.